# 全国大学生机器人大赛
全国大学生机器人大赛始于2002年，為全中國國內大學生的机器人比賽，目前由共青团中央及全国学联主办。旗下设立Robocon（自2002年至2013年由中国中央电视台主办，2013年底移交共青团中央及全国学联主办）、RoboMaster（另由深圳市人民政府及大疆创新联合主办）、ROBOTAC和机器人创业赛四项赛事。

## Robocon
全国大学生机器人大赛Robocon赛事始于2002年，每年举办一次，系全国大学生机器人大赛的主要赛事。大赛的冠军队将代表中国参加由亚洲-太平洋广播电视联盟（Asia-Pacific Broadcasting Union，ABU）主办的亞太廣播聯盟機械人大賽（ABU Robocon）。中国在此赛事中已五次夺冠。
该赛事每年都将由ABU Robocon的承办国（每年一换）制定和发布比赛的主题和规则。全国大学生机器人大赛Robocon赛事将采用这个规则进行比赛。参赛者需要综合运用机械、电子、控制、计算机等技术知识和手段，经过约十个月制作和准备，利用机器人完成规则设置的任务。作为高技术的竞赛平台，这个比赛从一开始就吸引了大专院校学生的浓厚兴趣。我国代表队在参加过的16届ABU Robocon中表现不凡，在国际上展现了我国机器人教育的卓越水平。
东北大学 (中国)于2018年6月21日在全国大学生机器人大赛Robocon赛事中卫冕三连冠，2019年的Robocon国际赛由蒙古乌兰巴托主办。

### 历届比赛
| 年份 | 参赛校数 | 比赛主题       | 冠军                 | 其他奖项                                                                                      | 国际赛表现                                                                   |
| ---- | -------- | -------------- | -------------------- | --------------------------------------------------------------------------------------------- | ---------------------------------------------------------------------------- |
| 2002 | 27       | 抢攀珠穆朗玛峰 | 中国科学技术大学二队 | 亚军：中国科学技术大学一队 季军： 北京科技大学一队、浙江大学一队                              | 亚军、最佳技术奖                                                             |
| 2003 | 33       | 太空征服者     | 北京科技大学         | 亚军：哈尔滨工程大学 季军：北方交通大学、大连理工大学                                         | 最佳技术奖                                                                   |
| 2004 | 35       | 鹊桥相会       | 西南科技大学 梦飞翔  | 亚军：北京科技大学 季军：西安交通大学、天津工程师范学院                                       | 亚军、最佳技术奖                                                             |
| 2005 | 39       | 登长城，燃圣火 | 北京科技大学         | 亚军：哈尔滨工程大学 季军：东北大学、浙江大学                                                 | 亚军（北京科技大学） 季军（哈尔滨工程大学、香港科技大学）                    |
| 2006 | 41       | 修建双子高塔   | 西安交通大学         | 亚军：北京科技大学 季军：华中科技大学、东北大学                                               | 季军、亚广联特别奖                                                           |
| 2007 | 36       | 华夏之光       | 西安交通大学         | 亚军：北京科技大学 季军：北京邮电大学、无锡职业技术学院                                       | 冠军                                                                         |
| 2008 | 32       | 印度牛郎       | 西安交通大学         | 亚军：哈尔滨工业大学 季军：电子科技大学、华南理工大学                                         | 冠军                                                                         |
| 2009 | 44       | 胜利鼓         | 哈尔滨工业大学       | 亚军：东北大学 季军：西安交通大学、电子科技大学                                               | 冠军                                                                         |
| 2010 | 41       | 埃及金字塔     | 电子科技大学         | 亚军：北京科技大学 季军：北京邮电大学、东北大学                                               | 冠军                                                                         |
| 2011 | 43       | 荷灯祈福       | 华中科技大学         | 亚军：国防科技大学 季军：哈尔滨工业大学、电子科技大学                                         | 欠佳                                                                         |
| 2012 | 28       | 平安大吉       | 电子科技大学         | 亚军：国防科技大学 季军：华中科技大学、北京科技大学                                           | 冠军                                                                         |
| 2013 | 34       | 绿化星球       | 电子科技大学         | 亚军：国防科技大学 季军：哈尔滨工程大学、太原工业学院                                         | 因CCTV退出该赛事，中国队无缘此次国际赛                                       |
| 2014 | 29       | 舐犊情深       | 太原工业学院         | 亚军：哈尔滨工业大学 季军：西南科技大学、东北大学                                             | 欠佳                                                                         |
| 2015 | 34       | 羽球双雄       | 电子科技大学         | 亚军：中国石油大学（北京） 季军：北京科技大学、西南交通大学                                   | 亚军（香港科技大学） 最佳技术奖（电子科技大学） 赞助商特别奖（电子科技大学） |
| 2016 | 60       | 清洁能源       | 东北大学 Action      | 最佳速度奖：东北大学 最佳技术奖：电子科技大学 最佳创意奖：中国科学院大学 最佳设计奖：武汉大学 | 亚军                                                                         |
| 2017 | 83       | 舞盘雅乐       | 东北大学 Action      | 亚军： 电子科技大学 季军： 厦门大学、西安交通大学                                             | 欠佳                                                                         |
| 2018 | 74       | 飞龙绣球       | 东北大学 Action      | 亚军： 河北工程大学 季军： 东莞理工学院、温州职业技术学院 西部支持奖：四川大学锦江学院        | 亚军                                                                         |

## RoboMaster
全国大学生机器人大赛RoboMaster机甲大师赛由共青团中央、全国学联、深圳市人民政府联合主办，大疆创新发起并承办。始于2015年，原名Robomasters，自2017赛季起更名RoboMaster，并确定中文名“机甲大师”。是中国国内首个射击对抗类的机器人比赛。
赛事融合了机器视觉、嵌入式系统设计、机械设计、惯性导航、人机交互等众多机器人相关技术学科，采用机器人射击对抗形式开展竞赛。参赛队员需要独立设计、制造机器人。在每局限时7分钟的比赛时间里，双方队员各自操作己方机器人，在复杂的“战场环境”中寻找敌方进行射击对抗。机器人所搭载的“皮肤系统”可感知弹丸的击打数据，并通过“血量”形式呈现出来。当比赛时间耗尽，裁判系统将根据双方基地血量高低或尚且存活的机器人总血量高低判定胜负。
根据RoboMaster2018赛季赛程安排，将依次开展分区赛、国际邀请赛、复活赛、全国赛（年度总决赛）。分区赛和国际邀请赛的优胜战队直接获得晋级年度总决赛的资格，部分战队可获得复活资格。

## ROBOTAC
ROBOTAC是ROBOT(机器人)+TACTIC(策略、战略)的缩写。从2015年起，ROBOTAC成为共青团中央和全国学联主办的“全国大学生机器人大赛”的赛事项目之一。

## 机器人创业赛
在原有全国大学生机器人大赛Robocon赛事、Robomasters赛事、Robotac赛事的基础上，共青团中央、全国学联决定联合黑龙江省人民政府，自2016年起共同组织第十五届全国大学生机器人大赛机器人创业赛。